# 中野車両基地
中野車両基地（なかのしゃりょうきち）は、東京都中野区弥生町にある、東京地下鉄（東京メトロ）の車両基地および車両工場の総称である。車両基地の中野検車区（なかのけんしゃく）、車両工場の中野工場（なかのこうじょう）から構成される。丸ノ内線の車両が所属している。最寄駅は中野富士見町駅または方南町駅。
本車両基地用地は、帝都高速度交通営団（営団地下鉄）設立直後の1944年（昭和19年）に、当時の地下鉄4号線の城西方面への延伸を予想して、中野富士見町地区に用地を確保していたものである。
丸ノ内線分岐線とは中野富士見町駅から単線の入出庫線で繋がっている。この入出庫線の途中には50 ‰の急勾配がある。本車両基地の西側の地下には丸ノ内線分岐線のトンネルが通っている。
浅田次郎の小説「地下鉄(メトロ)に乗って」の作中に頻繁に登場する。

## 建設経緯

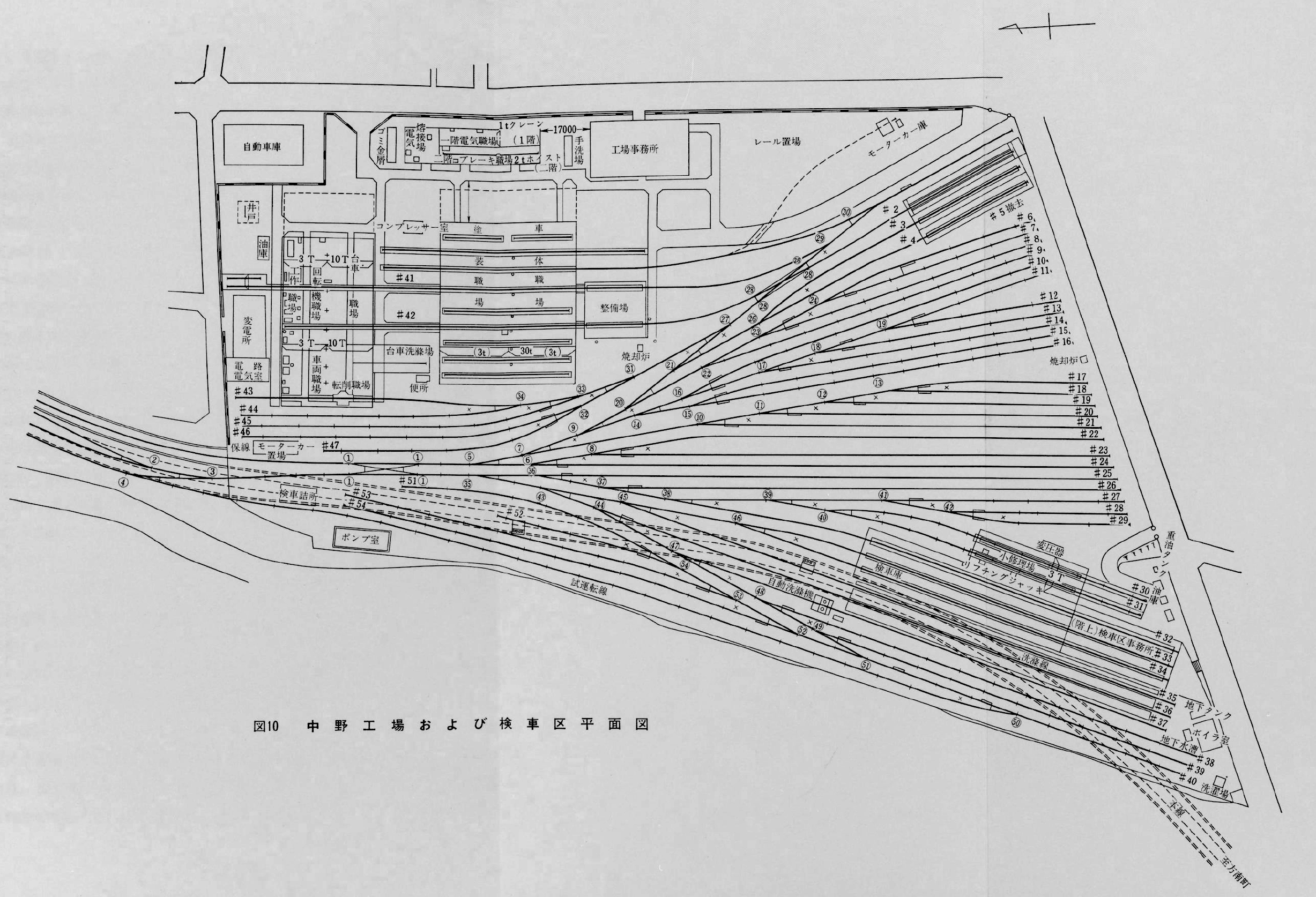
中野工場および中野検車区

以前の当用地は神田川沿いの湿田地・畑地・荒地であり、何度も水害に見舞われていて、1938年（昭和13年）9月の台風で大きな被害を被ったことを機として、中野土地区画整理組合によって土地区画整理事業が施行されていた土地であった。こうした中にあって、4号線用の車両基地用地を検討していた営団地下鉄によって、当用地がその車両基地用地として買収されるに至った。こうした事情を反映して、「新宿付近」とされていた地下鉄4号線の始点は、戦後の1946年（昭和21年）に策定された「戦災復興院告示第252号」において「中野区富士見町」と訂正されている。ただしその後、中央線の混雑緩和を目的として、4号線本線の始点は国鉄荻窪駅に変更されることになり、当地へつながる路線は支線として、方南町を始点とすることとなった。

### 銀座線車両の保守
営団地下鉄では銀座線において上野・渋谷に設置されていた車両基地は用地が狭く、その後の車両運用面において大きく不便を強いられていた。本車両基地は銀座線・丸ノ内線の将来の車両動向を総合的に判断し、計画されたものである。既存の小石川車両基地（当時）だけでは収容能力に限界があることや、銀座線においては上野と渋谷の工場を廃止して中野工場に統合することで、それらの車両基地を拡張させて留置能力を向上させた。

## 中野検車区

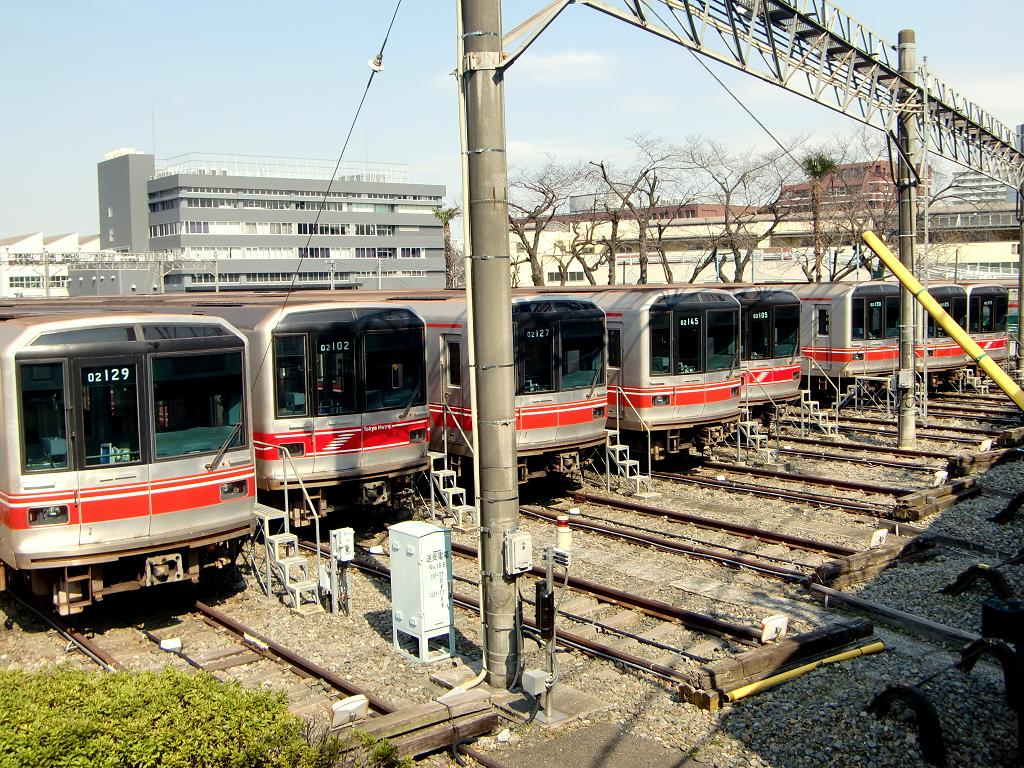
中野検車区の丸ノ内線

1961年（昭和36年）2月に留置能力180両として中野検車区が発足した。丸ノ内線全車両の列車検査・月検査と車両清掃を担当しているほか、銀座線車両の車輪転削も行っている。本検車区は収容数に余裕があり、銀座線の上野・渋谷各検車区の大規模改良工事時には収容数が不足したため、同線用の車両の夜間留置にも使用されたことがある。
検車区設備は構内の西南寄りに位置し、6両編成3本が収容可能な検車庫・小修理場・検車区事務所で構成している。
小石川検車区は2011年（平成23年）4月に中野検車区に組織統合され、同区は中野検車区小石川分室となった。
- 敷地面積：59,100m2（中野工場を含む全体）　車両留置能力：168両

構内は北側に入出庫線1線と引上線2線（36・37番線）があり、南側に検車区が扇状に広がる。検車区内は東側から留置線が16線（4 - 19番線）、検査線（検査庫）が3線（23 - 25番線）、洗浄線が3線（26 - 28番線）、留置線が4線（29 - 32・35番線）のほか、車輪転削線（33番線）が1線ある。
列車検査は4 - 16番線留置線が使用され、月検査は24番検査線が使用される。列車検査は中野検車区本区で1日3編成のほか、小石川分室で3編成が施工され、月検査は本区で1日1編成（1か月約20編成）が施工される。車輪転削は1日当たり12軸（3両分）程度行われ、丸ノ内線車両は10か月周期で、銀座線車両は12か月周期で削正を行っている。
このほか、有効長の短い20番留置線、小修理場（21・22番線）がある。小修理場はアルゼンチンから帰国した500形の車庫として使用している。なお、構内の東側には51 - 56番線などがあるが、これらは中野工場の工場線となり、一部は保線機械留置用の機材線となる。

### 配置車両
- 2000系　312両　6両52編成

全編成とも配置されている。2019年7月5日より02系本線用と同様、本線の他に支線の方南町まで運転開始。
- 02系　6両1編成

2000系導入前は本線用6両53編成、支線用3両6編成の計336両全車が配置されていた。現在は第01編成の1号車、02-101号車のみが保存されている。

## 中野工場

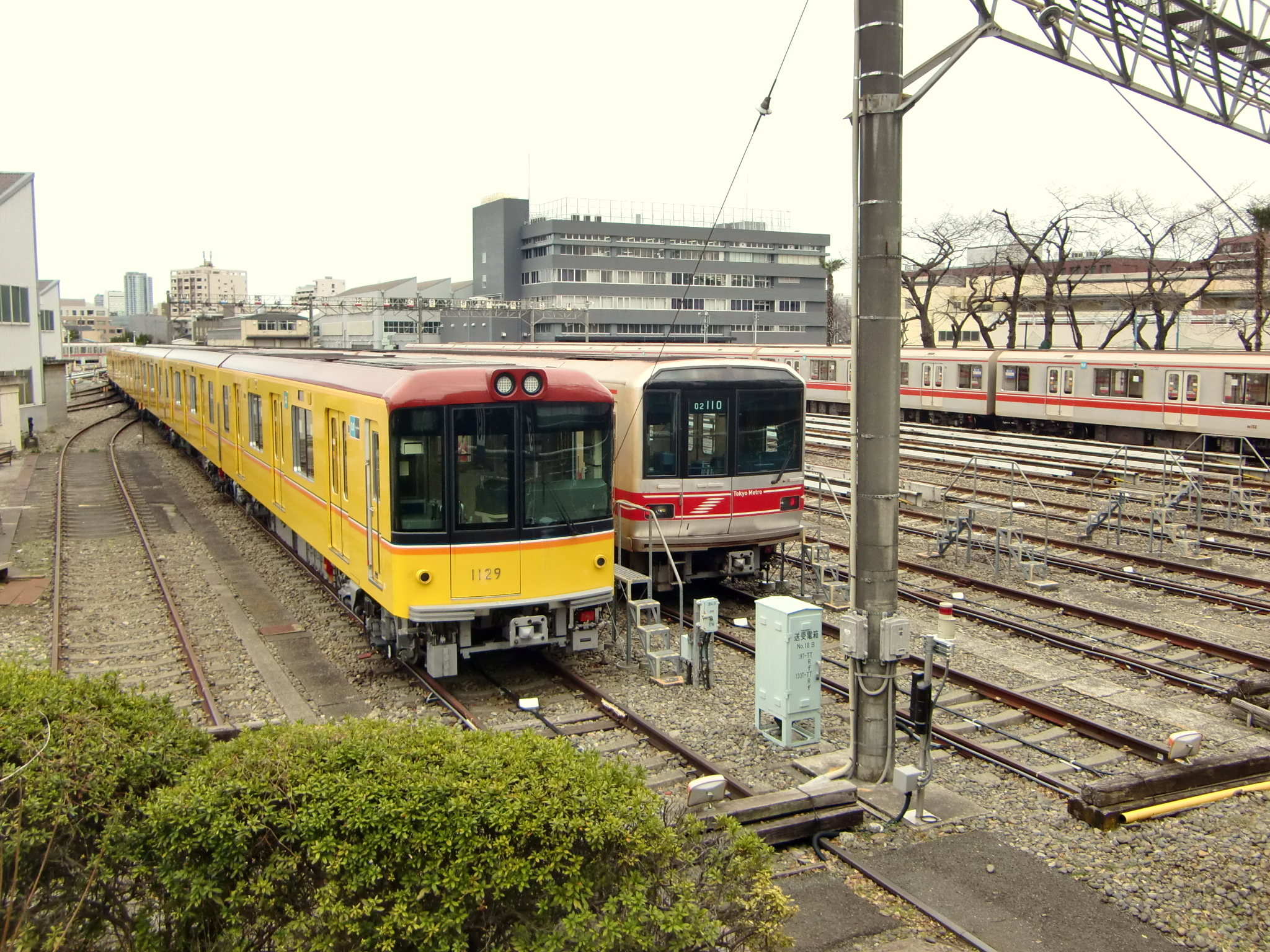
銀座線1000系と丸ノ内線02系

1961年（昭和36年）9月に中野工場が発足した。発足以来、小石川工場と、それぞれで工場業務を分担してきた。1971年（昭和46年）5月には小石川工場は本工場に組織統合され、中野工場小石川分場とした。
旧中野工場設備は整備工場、車体・塗装工場、台車・車輪工場の3棟で構成していた。

### 近代化工事
1983年（昭和58年）9月に銀座線に01系が投入され、近い将来丸ノ内線においても車両の置き換えを予定したことから、この時点で銀座線・丸ノ内線の車両基地の再整備を実施することを決定した。このため、本工場は1985年度（昭和60年度）から1988年度（昭和63年度）にかけて工場建屋の全面的な建て替えをはじめとした近代化工事を実施した。主な工事内容は以下のとおりで、工費は37億円ともなった。
1. 廃車処理場兼モーターカー庫新築
2. 事務所兼電機機器職場新築（地上5階建て）
3. 旧事務所、機器職場棟撤去
4. 旧整備室撤去
5. 車体職場棟増築
6. 台車職場棟増築
7. 整備室新築

完成後の1989年（平成元年）4月には小石川分場を廃止し、銀座線と丸ノ内線車両の重要部検査・全般検査は全て本工場で受け持つことになった。そして、小石川分場は銀座線・丸ノ内線車両の更新修繕を施工する工場となり、1991年（平成3年）12月には中野工場小石川CRと名称変更された。

### 検査担当車両
銀座線
- 1000系電車

丸ノ内線
- 2000系電車

中野工場では重要部検査・全般検査のほか、新車の受取検査（臨時検査）なども担当する。
工場では検査車両を3両 - 3両に分割して入場・整備を行う。入場車両は工場敷地の69・70番線（屋外留置線）入線後、3両に分割され、車両移動機で気吹庫の54番線へ移動。ここで座席の取り外しと床下機器の洗浄作業を実施、さらに隣にある前検査庫の53番線へ移動して入場前の準備作業を実施、その後62番線から車体職場のある工場内に入場する。ここで天井クレーンを使用して車体と台抜き（台車取り外し）され、車体は仮置き台（架台）に置き、整備や機器の取り外しが実施される。出場時は入場とは逆の手順で台入れ（台車入れ）が行われ、車両は60番線から搬出して整備ピット（出場整備線、有効長3両の検査庫×2線）となる67・68番線に移動、ここで総合検査を実施する。後半3両の検査が完了後、6両編成として構内試運転、本線試運転（丸ノ内線本線で実施）を経て検査完了となる。
業務は東京地下鉄直営のほか、一部は協力会社としてグループ会社のメトロ車両や原田工業に委託している。また、電動機、パンタグラフ、戸閉装置、空気圧縮機などの検査は、メトロ車両千住総合事業所に運搬して整備を行っている。
このほか、鷺沼工場で整備を行う日比谷線13000系のブレーキキャリパーの検査も行っている。これは東京地下鉄で基礎ブレーキにディスクブレーキを使用するのは片軸操舵台車を履いた1000系・2000系・13000系のみであり、検査場所を集約することで業務の効率化を図るため。

### 歴史
発足 - 1971年（昭和46年）5月まで
- 丸ノ内線車両330両中126両の全般・重要部検査を施工[6]（残る204両は小石川工場で施工[6]）。
- 銀座線の上野工場と渋谷工場廃止後は、同線用の全車両の全般・重要部検査を施工[6]。

1971年5月 - 1989年（平成元年）4月
- 小石川工場を中野工場に統合し、中野工場小石川分場とする。銀座線・丸ノ内線全車両の全般検査を施工する[6]（重要部検査は中野工場小石川分場で施工[6]）。

1989年4月以降
- 中野工場小石川分場を廃止し、銀座線・丸ノ内線全車両の全般・重要部検査を担当する[11]。小石川分場は更新修繕を施工する工場となる[11]。

## 沿革
- 1958年（昭和34年）12月8日 - 中野車両基地の土木工事に着手[17]。
- 1960年（昭和35年）11月5日 - 中野検車区準備事務所発足。
- 1961年（昭和36年）
  - 2月8日 - 中野検車区が発足する。
  - 9月1日 - 中野工場が発足する。
- 1971年（昭和46年）5月10日 - 小石川工場を中野工場へ統合し、中野工場小石川分場とする[18]。
- 1982年（昭和57年）9月12日 - 台風18号の豪雨により神田川が氾濫[19]。中野検車区構内がレール面上240 mm まで冠水する[19][20]。
- 1985年（昭和60年）度 - 1988年（昭和63年）度 - 中野工場建屋の全面的な建て替え工事を実施[11]。
- 1988年（昭和63年）6月1日 - 小石川検車区担当の月検査を中野検車区に移管[18]。これは、同日より月検査の検査周期が2ヶ月以内または走行距離 3万km以内から3ヶ月以内に延伸したためである[18]。
- 1989年（平成元年）4月27日[21] - 中野工場新工場における検査を開始。合わせて、中野工場小石川分場での検査業務を廃止する。
- 1991年（平成3年）12月 - 小石川分場を中野工場小石川CRと名称変更する。
- 1999年（平成11年）11月 - 小石川検車区担当の車両清掃を移管。
- 2011年（平成23年）4月1日 - 小石川検車区を中野検車区に組織統合し、同区は中野検車区小石川分室となる[10]。

## 改造工事
- 丸ノ内線500形と銀座線2000形の更新工事が1973年より開始された。更新メニューはドアのSUS製小窓へ。化粧板が鉄製からFRP製へ。ルーバーもFRPへ交換。行先方向幕も電動式へ変更。2000形は1983年の01系投入開始により中止。500形に関しては、初期更新車と中期更新が編成の先頭に立つような体制が整えられていた。1988年に新車02系が投入されるとこの工事が中止され、1985年以降に更新された500形が基本的に先頭に立つようになったことからそれまでの初期更新車（1973 - 1980年）が300・400形で連結されていた2・4号車または3・5号車をこの初期・中期更新車にあたる500形へ交換された。

## 新車搬入・廃車搬出
本車両基地では新車の搬入また廃車の搬出も行われる。銀座線・丸ノ内線は他線との接続がないため、新車搬入は、基本的に製造メーカーから甲種輸送で川崎貨物駅まで輸送され、そこからトレーラートラックで道路輸送で本車両基地まで運ばれる。本車両基地の南東に専用の搬入路があり、1/20の下り勾配で4.5 m下の基地構内に繋がっている。本車両基地の開設前は小石川車両基地で搬入されていた。
本車両基地では1960年（昭和35年）9月から車両搬入が実施されている。特に1983年以降に搬入された銀座線用の01系、1988年以降に搬入された丸ノ内線用の02系は、全車両が本検車区より搬入されている。01系や02系の大量増備が行われていた1990年代前半には多数の新車搬入が実施されていたが、その後は1997年（平成9年）夏に搬入された01系第38編成を最後に新車搬入は途絶えていた。そして、2011年9月には銀座線用の1000系第1編成が搬入され、実に14年ぶりとなる久しぶりの新車搬入となった。
01系や02系の新製が行われていた時期には、代替廃車となる旧形車両の解体作業が行われていた。また、丸ノ内線旧形車両のアルゼンチン地下鉄への車両搬出も本検車区から行われ、ここからトレーラートラックで川崎埠頭まで運ばれていた。2016年にブエノスアイレスで引退した丸ノ内線車両4両が帰国を果たした時に横浜埠頭からトレーラートラックで中野まで輸送された。メトロビアス仕様のまま搬入された時には注目されたのに加え落書きが酷い車両が殆どであった。現在は復元され、当検車区内でお披露目イベントが開催された。
1000系の投入で廃車された01系は、熊本電鉄へ譲渡の際にはトレーラーと船舶輸送で現地へ輸送。01系・02系とも廃車解体の場合には本車両基地では解体せず、トレーラートラックで搬出して、外部の施設で解体している。

## 保存車両
- 500形 3両（584・734・771号） - アルゼンチンから帰国、中野検車区小修理場（21・22番線）で保存[7]。
- 01系 3両 - 中野工場55番線で保存[12]。